# جوزيف دوز
جوزيف دوز (14 فبراير 1836 - ) (بالإنجليزية: Joseph Dawes)‏ هو لاعب كريكت بريطاني.

## وصلات خارجية
- جوزيف دوز على موقع إي آس بي آن كريك إنفو (الإنجليزية)